# David Krmpotich
David Matthew Krmpotich (* 20. April 1955 in Duluth, Minnesota) ist ein ehemaliger amerikanischer Ruderer.
Der 1,95 m große David Krmpotich belegte bei den Weltmeisterschaften 1981 in München den elften Platz im Zweier ohne Steuermann. Im Jahr darauf ruderte er bei den Weltmeisterschaften 1982 in Luzern zusammen mit James Galgon und Steuermann Jon Fish im Zweier mit Steuermann; die drei Amerikaner erreichten das A-Finale und belegten den sechsten Platz. Bei den Weltmeisterschaften 1983 in Duisburg ruderten Galgon, Krmpotich und Fish auf den zwölften Platz.
Erst drei Jahre später startete Krmpotich wieder bei Weltmeisterschaften. 1986 in Nottingham startete der US-Achter in der Besetzung Jonathan Kissick, John Smith, Thomas Kiefer, David Krmpotich, John Terwilliger, Edward Ives, Kevin Still, Andrew Sudduth und Steuermann Mark Zembsch. Der australische Achter gewann den Titel vor dem Boot aus der Sowjetunion und dem Boot aus den Vereinigten Staaten. Zum Abschluss seiner Ruder-Karriere startete Krmpotich bei den Olympischen Spielen 1988 in Seoul im Vierer ohne Steuermann. Raoul Rodriguez, Thomas Bohrer, Richard Kennelly und David Krmpotich gewannen die Silbermedaille hinter dem Boot aus der DDR und vor dem Boot aus der BRD.